# 에드 마키
에드 마키(영어: Ed Markey) 또는 에드워드 존 마키(영어: Edward John Markey, 1946년 7월 11일~)는 미국의 정치인이다.

## 학력
- 보스턴 칼리지 인문사회 학사
- 보스턴 칼리지 법무박사

## 경력
- 1973.01 ~ 1975.01 제168대 미국 매사추세츠주 미들젝스 제16구 하원의원
- 1975.01 ~ 1976.11 제169대 미국 매사추세츠주 미들젝스 제26구 하원의원
- 1976.11 ~ 2013.01 제94~112대 미국 매사추세츠 제7구 연방하원의원
- 2013.01 ~ 2013.07 제113대 미국 매사추세츠 제5구 연방하원의원
- 2007.03 ~ 2011.01 미국 연방하원 지구온난화위원회 위원장
- 2013.07 ~ 제113~대 미국 매사추세츠주 연방상원의원

## 역대 선거 결과
| 선거명        | 직책명                                    | 대수  | 정당   | 득표율  | 득표수      | 결과 | 당락                       |
| ------------- | ----------------------------------------- | ----- | ------ | ------- | ----------- | ---- | -------------------------- |
| 1972년 선거   | 하원의원 (매사추세츠 미들젝스 제16선거구) | 168대 | 민주당 | 53.04%  | 5,380표     | 1위  | 매사추세츠 주의원 당선     |
| 1974년 선거   | 하원의원 (매사추세츠 미들젝스 제16선거구) | 168대 | 민주당 | 81.62%  | 5,810표     | 1위  | 매사추세츠 주의원 당선     |
| 1976년 재선거 | 하원의원 (매사추세츠 제7선거구)           | 94대  | 민주당 | 76.91%  | 162,126표   | 1위  | 매사추세츠주 하원의원 당선 |
| 1976년 선거   | 하원의원 (매사추세츠 제7선거구)           | 95대  | 민주당 | 76.91%  | 162,126표   | 1위  | 매사추세츠주 하원의원 당선 |
| 1978년 선거   | 하원의원 (매사추세츠 제7선거구)           | 96대  | 민주당 | 84.83%  | 145,615표   | 1위  | 매사추세츠주 하원의원 당선 |
| 1980년 선거   | 하원의원 (매사추세츠 제7선거구)           | 97대  | 민주당 | 100.00% | 155,759표   | 1위  | 매사추세츠주 하원의원 당선 |
| 1982년 선거   | 하원의원 (매사추세츠 제7선거구)           | 98대  | 민주당 | 77.85%  | 151,305표   | 1위  | 매사추세츠주 하원의원 당선 |
| 1984년 선거   | 하원의원 (매사추세츠 제7선거구)           | 99대  | 민주당 | 71.42%  | 167,211표   | 1위  | 매사추세츠주 하원의원 당선 |
| 1986년 선거   | 하원의원 (매사추세츠 제7선거구)           | 100대 | 민주당 | 99.95%  | 124,183표   | 1위  | 매사추세츠주 하원의원 당선 |
| 1988년 선거   | 하원의원 (매사추세츠 제7선거구)           | 101대 | 민주당 | 100.00% | 188,647표   | 1위  | 매사추세츠주 하원의원 당선 |
| 1990년 선거   | 하원의원 (매사추세츠 제7선거구)           | 102대 | 민주당 | 99.92%  | 155,380표   | 1위  | 매사추세츠주 하원의원 당선 |
| 1992년 선거   | 하원의원 (매사추세츠 제7선거구)           | 103대 | 민주당 | 62.10%  | 174,837표   | 1위  | 매사추세츠주 하원의원 당선 |
| 1994년 선거   | 하원의원 (매사추세츠 제7선거구)           | 104대 | 민주당 | 64.43%  | 146,246표   | 1위  | 매사추세츠주 하원의원 당선 |
| 1996년 선거   | 하원의원 (매사추세츠 제7선거구)           | 105대 | 민주당 | 69.82%  | 177,053표   | 1위  | 매사추세츠주 하원의원 당선 |
| 1998년 선거   | 하원의원 (매사추세츠 제7선거구)           | 106대 | 민주당 | 70.60%  | 137,178표   | 1위  | 매사추세츠주 하원의원 당선 |
| 2000년 선거   | 하원의원 (매사추세츠 제7선거구)           | 107대 | 민주당 | 98.94%  | 211,543표   | 1위  | 매사추세츠주 하원의원 당선 |
| 2002년 선거   | 하원의원 (매사추세츠 제7선거구)           | 108대 | 민주당 | 98.24%  | 170,968표   | 1위  | 매사추세츠주 하원의원 당선 |
| 2004년 선거   | 하원의원 (매사추세츠 제7선거구)           | 109대 | 민주당 | 73.63%  | 202,399표   | 1위  | 매사추세츠주 하원의원 당선 |
| 2006년 선거   | 하원의원 (매사추세츠 제7선거구)           | 110대 | 민주당 | 98.35%  | 171,902표   | 1위  | 매사추세츠주 하원의원 당선 |
| 2008년 선거   | 하원의원 (매사추세츠 제7선거구)           | 111대 | 민주당 | 75.64%  | 212,304표   | 1위  | 매사추세츠주 하원의원 당선 |
| 2010년 선거   | 하원의원 (매사추세츠 제7선거구)           | 112대 | 민주당 | 66.42%  | 145,696표   | 1위  | 매사추세츠주 하원의원 당선 |
| 2012년 선거   | 하원의원 (매사추세츠 제5선거구)           | 113대 | 민주당 | 75.49%  | 257,490표   | 1위  | 매사추세츠주 하원의원 당선 |
| 2013년 재선거 | 상원의원 (매사추세츠 제2부)               | 113대 | 민주당 | 54.80%  | 645,429표   | 1위  | 매사추세츠주 상원의원 당선 |
| 2014년 선거   | 상원의원 (매사추세츠 제2부)               | 114대 | 민주당 | 61.87%  | 1,289,944표 | 1위  | 매사추세츠주 상원의원 당선 |
| 2020년 선거   | 상원의원 (매사추세츠 제2부)               | 117대 | 민주당 | 60.34%  | 1,633,371표 | 1위  | 매사추세츠주 상원의원 당선 |